# 魔王の秘書
『魔王の秘書』（まおうのひしょ）は鴨鍋かもつによる日本の漫画。コミック配信サイト『コミック アース・スター』（アース・スター エンターテイメント）にて2016年4月28日より不定期連載中、2018年12月28日第13話の公開を最後に更新が止まっている。キャッチコピーは「【悲報】世界征服、捗る。」。

## あらすじ
300年の眠りから目覚めた魔王は、世界征服のために、人間を捕らえて研究することになった。ところが探してきた人間は、有能な秘書だった。魔王と秘書は、協力して人類を滅亡させようとする。

## 登場人物

### 魔王軍
魔王
魔物の王。300年の封印（と14年間の二度寝）から目覚め、魔王軍に人間の知能を捧げさせる目的で配下の魔物達に人間を捕らえるよう命じた。むさ苦しいから女、愛嬌のあるタイプ、年齢は若いなど、婚活のような条件を出した。その結果、某先進国で国王秘書をしていた人間の女性が来て色々と振り回されて、よく酒を飲み過ぎて2日酔いになる事が多い。捕まえさせた他の人間達の存在は秘書のインパクトが強烈過ぎて忘れていた。
秘書
人事部長。某先進国で国王秘書をしていた人間の女性。
身寄りがなく孤児として施設で育てられ、生きる為に知恵をつけて権力者の補佐官になった過去があり、本人曰く「呼び名はあっても名前と呼ぶべきものはない」とのこと。部屋に魔物が侵入した際は抵抗せずに、部屋に辞表を残した後、魔王城に連れてこられた。その後、「命が惜しいので腹をくくった」として魔王に忠誠を誓い、奴隷よりも秘書の方が能力を発揮でき役に立てると主張して雇用契約で部下という形を取り、魔王の秘書になった。何度か魔王に魔物の苗床の役割を求められそうになるも、華麗に流している。
効率重視で冷血なプランを掲げることもあるが、それでもブレーキをかけている方であり、混乱魔法でタガが外れた際はその事実に魔物たちも戦慄した。また、人間的な感性も一般人とは違っており、色欲の魔法をかけられた際は魔王により強い子供を産んでもらおうと、強そうなメスモンスターと作らせようとした（自分は「魔王の後継者が人間との混血では人間に付け入る隙を与えるだけ」と冷淡に拒否）。
魔王から世界征服達成の褒美として、世界の10分の1を与えると言われたが「領地配分と統治の定義で揉める」という理由で断り、代わりに「魔王様より名を賜る事」を褒美として求めた。
ニャムコロン
総務部長。魔王が封印されていた間、城の全てを任されていた魔物の一人。「ニャムコロン」という名前は魔王から与えられたもの。
秘書が発案した名乗る制度の導入に賛成し、畏れ多いと躊躇う魔物に「仲間内だけの愛称程度に留めておけば問題ない」と返した。秘書が立案した作戦遂行のため東の洞窟に向かったが、光の勇者に倒された。

### 某先進国
某先進国国王
本名不明。王妃とは別居状態。冒険者や民衆を見下している。冒険者が減って就職率と税収が上がった事を喜んでいる。
秘書が城内にいた頃は横暴な振舞いを彼女に諫められ、買い物を制限されていた他、秘書から「情勢が悪化する」として一言も話さない様に言われていた。秘書が城を去った後は眼鏡を掛けた城内にいる全ての女性の解雇を命じ、城内にいる者を「秘書と同じスカーフを身に着けている」「秘書と同じ横分けの前髪をしている」「秘書のように自分に意見した」などの理由で悉く解雇した他、女性の眼鏡着用禁止令を出して増税を行った。この禁止令と私腹を肥やし税金を無駄遣いした事で国民の怒りを買い、その怒りを魔物の方に逸らせようと討伐隊を結成・出動させ、罠と魔物で討伐隊が全滅したと報告を受けると隠蔽しようとするが、既に討伐隊の救助と蘇生は完了していて隠蔽が出来なくなり、国民の非難を浴びた。

## 作中用語
魔王軍
魔王に忠誠を誓う魔物達の組織。
労働改革前は、魔王軍の魔物が減少していることから戦死すると蘇生アイテムで復活、復活後は「後で上司に詰められる」などの理由で休憩や交代をはさまずに即時持ち場に戻り、一撃で殺された相手と再戦する事も多くトラウマになると話す魔物や、「仲間が戦死しても復活させられるようにチーム制で行動するが、同じ強さの魔物とチームを組まされるため一匹負けたらそのチームは80％の確率で全滅する」「褒美は歩合制で休みを取ると上司に干渉される」と漏らす魔物もいたが、秘書による「褒美は歩合制だけでなく十分な固定給を保証」「過度な労働を避けて定期的な休暇を設ける」「強者が弱者をサポート・育成」などの労働改革により改善され、魔物達は成果を上げている（第3話）。
秘書の意見で、魔王軍への加入を希望する野良の魔物の中から魔王軍にとって有益と判断できる者のみを残すための面接が行われ、魔王軍の幹部2名と秘書と（変装して素性を隠した）魔王が面接官を担当した。面接で採用された魔物は、新人研修を受け魔王軍としての心得や必要な知識を学び、研修の最後に世界征服の活動中に死亡しても異議を唱えないと約束する「死亡同意書」へのサイン（字が書けない魔物は図形）が求められる。
魔王が勇者に封印されると魔王軍は解散を余儀なくされていたが、秘書が担当部署を分けて部署ごとに責任者を置いたことで、魔王が封印されても世界征服の野望を達成できるようになった。倫理に反するとして共食いは禁止されている。秘書の発案で家族手当の支給が検討され、子どもが生まれた魔物を対象に聞き取り調査が行われた（第9話）。
力のある一部の魔物しか名乗ることを許されていなかったが、秘書が魔王軍全体を対象とした特別面談を実施した際に、秘書の発案で名乗る制度が取り入れられる事になった。
経理部
軍資金の管理を担当する部署。任務に必要な経費の捻出をしたり、性能の良い武器など人間からの強奪が困難なものを人間に変身して買い付けたりもする。踊り子隊が結成されてからは、握手会の剥がしも担当するようになった。
軍資金は倒した人間から調達しており、魔王の定めたルールで所持金を半分のみ盗んで軍資金を調達していたが、秘書の意見で倒した人間の身ぐるみ全て剥ぐ事になった。
開発部
人間に仕掛ける罠や魔法の考案・開発を担当する部署。
総務部
武器・道具の管理を担当する部署。魔王が種族ごとに装備を決めて魔物はそれを順守していたが、秘書の意見で各々に合った装備を揃える様になった。
営業部
ダンジョンの巡回・遭遇した人間の討伐を担当する部署。秘書がサインさせた死亡同意書にある「死者蘇生が有限」という条件下で人間と戦っており、戦わずに魔王城にいる他の部署に対して不満を募らせ、殴り込みを行った事がある。魔王軍の部署の中で死亡率が最も高く、労災申請も極めて多いため、営業部のサボタージュは大目に見られている。
人事部
魔王軍に所属する魔物の管理を担当する部署。秘書のサポートと、秘書が出来ない裏切り者に対する拷問と処刑も行う。
踊り子隊
人間を洗脳して自滅させる作戦を立てる過程で結成されたグループ。変身魔法で美女に変身した魔物達が、色欲の魔法で人間の気を惹き誘いの舞いを踊る事で、魔物への注意を逸らすと同時に魔王軍の資金獲得の手段となっている。握手会や全国ツアーも行われている。
野良 / 野良の魔物
魔王軍に所属していない魔物達。野良の魔物の中には打倒人間を掲げて徒党を組んでいた者や、各地の主として君臨する者もいる。
某先進国
シンボルマークはダイヤ。ダンジョンへの進出禁止令が出されている。
国王軍
某先進国の軍隊。第4話では討伐隊の結成記念パレードを行い、「国王軍は入隊志願大歓迎」「女戦士には最新の鎧を完備」と宣伝していたが、パレードを見ていた女性に「アレと一緒に戦って友達に噂されると恥ずかしい」と言われている。

## 書誌情報
- 鴨鍋かもつ 『魔王の秘書』 アース・スター エンターテイメント〈Earth Star Comics〉、既刊1巻（2017年4月12日現在）
  1. 2017年4月12日発売[27]、ISBN 978-4-8030-1013-8